# Rio do Corvo
Rio do Corvo är ett vattendrag i Brasilien.   Det ligger i delstaten Paraná, i den södra delen av landet, 900 km sydväst om huvudstaden Brasília.
Runt Rio do Corvo är det glesbefolkat, med 9 invånare per kvadratkilometer.